# Nombre ordinal
« Ordinal » redirige ici. Pour les autres significations, voir Ordinal (homonymie).

Spirale représentant les nombres ordinaux inférieurs à ω^{ω}.

En mathématiques, on appelle nombre ordinal un objet permettant de caractériser le type d'ordre d'un ensemble bien ordonné quelconque, tout comme en linguistique, les mots premier, deuxième, troisième, quatrième, etc. s'appellent des adjectifs numéraux ordinaux, et servent à préciser le rang d'un objet dans une collection, ou l'ordre d'un événement dans une succession.
Georg Cantor a été amené (lors de ses travaux sur les séries trigonométriques) à nommer de même le concept qu'il avait introduit à cette occasion pour caractériser le type d'ordre des ensembles qu'il rencontrait, de façon plus précise qu'en les mesurant par leur cardinalité (leur « nombre d'éléments »). Les ordinaux finis peuvent en fait être identifiés aux entiers naturels qui s'identifient eux-mêmes aux cardinaux finis, mais, dans le cas des ensembles infinis, ce n'est plus vrai : tous les cardinaux sont encore identifiables à des ordinaux, mais la réciproque est fausse.

## Introduction
Un entier naturel peut être utilisé dans deux buts : décrire la taille d'un ensemble, ou donner la position d'un élément dans une suite ordonnée. Dans le cas fini, ces notions correspondent respectivement aux adjectifs numéraux cardinaux (zéro, un, deux, trois…) et ordinaux (zéroième, premier, deuxième, troisième…) et sont très semblables. Cependant, dans le cas infini, on est amené à distinguer nombre cardinal et nombre ordinal.
Alors que la notion de cardinal est associée à un ensemble sans structure particulière, les ordinaux sont intimement liés à un ordre sur les éléments de cet ensemble, et plus précisément à un bon ordre. Brièvement, un ensemble bien ordonné est un ensemble dans lequel toute partie non vide admet un plus petit élément. Le plus petit élément de l'ensemble peut être numéroté 0, le suivant 1, le suivant 2, etc., mais dès que l'ensemble est infini, une notation adaptée est nécessaire pour désigner judicieusement tous les éléments de l'ensemble.

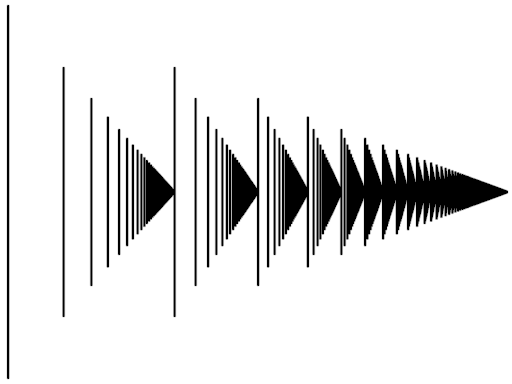
Représentation graphique de l'exemple. La série de barres de gauche correspond aux couples commençant par 0, la suivante aux couples commençant par 1, etc.

Considérons par exemple l'ensemble des couples d'entiers positifs ou nuls ordonnés selon ce qu'on appelle l'ordre lexicographique :
{\displaystyle (0,0)\;\triangleleft \;(0,1)\;\triangleleft \;(0,2)\;\triangleleft \;(0,3)\;\triangleleft \;\ldots \;\triangleleft \;(1,0)\;\triangleleft \;(1,1)\;\triangleleft \;(1,2)\;\triangleleft \;(1,3)\;\triangleleft \;\ldots \;\triangleleft \;(n,0)\;\triangleleft \;(n,1)\;\triangleleft \;(n,2)\;\triangleleft \;(n,3)\;\triangleleft \;\ldots }
On peut imaginer une technique de « numérotation » des éléments de cet ensemble ordonné :
On dira que (0,0), (0,1), (0,2), (0,3), etc. occupent respectivement les positions 0, 1, 2, 3, etc.
(1,0) est le plus petit élément se trouvant après une infinité d'éléments. On convient de noter ω sa position.
(1,1) est l'élément qui suit ω ; sa place sera indexée ω + 1, etc.
(2,0) est le plus petit élément se trouvant après une double infinité d'éléments. Il occupe la position ω + ω, aussi notée ω2. Plus généralement (n, 0) occupe la place ωn. Si l'on disposait des éléments supplémentaires à la suite des éléments précédents, ils se trouveraient après une infinité d'infinis, et l'on noterait ω2, ω2 + 1 et ainsi de suite les positions occupées.
Par exemple, si au lieu de couples on avait utilisé des triplets ou même des n-uplets (a1, a2, …, an-1, an) d'entiers en ordre quelconque, de façon générique, on noterait {\displaystyle \omega ^{n-1}a_{1}+\omega ^{n-2}a_{2}+...+\omega .a_{n-1}+a_{n}} les positions occupées.
La théorie des ordinaux permet, entre autres, de donner un sens précis à cette numérotation heuristique des éléments d'un ensemble bien ordonné.

## Définition
On définit un nombre ordinal de l'une des deux manières suivantes :
- la première définition est fondée sur les classes d'isomorphisme d'ensembles ordonnés. Un ordinal est un ensemble bien ordonné, considéré à un isomorphisme d'ordres près (dans la catégorie des bons ordres où les morphismes sont les applications croissantes et les isomorphismes les bijections croissantes). Ainsi, si l'on change les noms des éléments d'un bon ordre, tant qu'on ne change pas la manière dont les éléments se comparent entre eux, on parle toujours du même ordinal ;
- la seconde définition est due à John von Neumann, et traduit le fait qu'un ordinal est défini par l'ensemble des ordinaux qui le précèdent. Un ordinal α est un ensemble vérifiant les deux propriétés suivantes :
  1. La relation d'appartenance ∈ sur cet ensemble est un « bon ordre strict », c'est-à-dire :
    - ∈ est un ordre strict :
      - {\displaystyle \forall x\in \alpha \quad [x\notin x]} (∈ est antiréflexive)
      - {\displaystyle \forall x,y,z\in \alpha \quad [x\in y\land y\in z\Rightarrow x\in z]} (∈ est transitive)

    - la relation d'ordre associée à cet ordre strict est un bon ordre :
      - {\displaystyle \forall z\subset \alpha \quad [z\neq \varnothing \Rightarrow \exists x\in z\;\forall y\in z\;(x\in y\lor x=y)]} (toute partie non vide de α a un plus petit élément)

  2. Cet ensemble est transitif, ce qui s'écrit :
    - {\displaystyle \forall x\in \alpha \quad [x\subset \alpha ]}.

La conjonction de ces quatre formules (ou tout autre prédicat équivalent dans la théorie de Zermelo), couramment notée On(α), définit la classe des ordinaux de von Neumann.
La première définition ne se formalise pas commodément dans une théorie des ensembles telle que ZFC, les classes d'isomorphismes des bons ordres (non vides) n'étant pas des ensembles (ce sont des classes propres). La définition de von Neumann permet de désigner ces classes par un ensemble, en fournissant un représentant unique par classe d'isomorphisme, la relation d'ordre sur cet ensemble étant la relation d'appartenance (voir le paragraphe Propriétés).
C'est cette dernière que nous adopterons dans la suite de l'article. Usuellement, les ordinaux sont désignés par des lettres grecques, les ensembles en général par des lettres latines.
En appliquant la définition précédente, les entiers naturels peuvent être construits de la façon suivante :
0 = {} (ensemble vide) ;
n + 1 = n ∪ {n}.
Un entier positif est ainsi identifié à l'ensemble de ses prédécesseurs sur N.
Exemples :
0 = {}
1 = {0} = { {} }
2 = {0,1} = { {}, { {} } }
3 = {0,1,2} = {{}, { {} }, { {}, { {} } }}
4 = {0,1,2,3} = { {}, { {} }, { {}, { {} } }, {{}, { {} }, { {}, { {} } }} }
etc.
De cette manière, tout entier naturel est un ensemble bien ordonné par la relation d'appartenance ∈, et l'inclusion des ensembles se traduit par un ordre sur les entiers naturels.
L'existence des ordinaux infinis est assurée par l'axiome de l'infini. Le premier nombre ordinal transfini (c'est-à-dire infini) est noté ω. Il correspond à l'ensemble des nombres entiers naturels {\displaystyle \mathbb {N} =\{0,1,2,3,\ldots \}}.
L'ordinal qui suit est ω ∪ {ω}, noté ω+1.
Pour définir une notation adaptée aux ordinaux suivants, nous aurons besoin de définir des opérations arithmétiques sur les ordinaux.
Les ordinaux sont totalement ordonnés au sens large par l'inclusion ou au sens strict par l'appartenance, mais ne forment pas un ensemble au sens des axiomes ZFC (la théorie des ensembles habituelle) ; ils forment une classe propre. Ceci peut être mis en évidence grâce au paradoxe de Burali-Forti : si la classe des ordinaux était un ensemble On alors On serait un ordinal tel que On ∈ On, or par antiréflexivité de l'appartenance sur un ordinal, cela est impossible (on aurait x ∈ x pour l'élément x = On de On).

## Propriétés
On montre que :
- Tous les éléments d'un ordinal sont des ordinaux.
- Les ordinaux sont totalement ordonnés au sens large par l'inclusion ou au sens strict par l'appartenance :
  - si deux ordinaux α et β sont donnés, alors ou bien α ∈ β, ce qu'on note également α < β, ou bien α = β, ou bien β ∈ α ;
  - on a l'équivalence entre α ⊂ β et (α ∈ β ou α = β), ce qu'on note α ≤ β.
- Si (E, ≤) est un ensemble bien ordonné, il existe un unique ordinal α et un unique isomorphisme d'ordres entre E et α ; en particulier si deux ordinaux sont isomorphes alors ils sont égaux et l'isomorphisme est l'identité.
- Si α est un ordinal alors α ∪ {α} est un ordinal, noté α + 1 et appelé l'ordinal successeur de α, car c'est le plus petit majorant strict de α.
- Un ordinal non vide et non successeur est appelé un ordinal limite. Le plus petit ordinal limite est ω.
- On dit qu'un ordinal α est fini si ni α, ni aucun de ses éléments n'est un ordinal limite, autrement dit si α < ω. Tout ordinal fini est isomorphe à son ordre opposé (par récurrence simple). Un ordinal α est donc fini (si et) seulement si toute partie non vide de α a un plus grand élément.
- L'ordre sur la classe des ordinaux est non seulement total mais bon, c'est-à-dire que toute classe non vide d'ordinaux contient un plus petit élément.
- L'union ∪A d'un ensemble A d'ordinaux est un ordinal, qui est la borne supérieure de A. Par exemple, ∪(α + 1) = α est le plus grand élément de α + 1 (donc si α + 1 = β + 1 alors α = β), tandis que si γ est 0 ou un ordinal limite alors ∪γ = γ ∉ γ.
- Induction transfinie. Ce principe de démonstration fonde le raisonnement par récurrence bien fondée sur les entiers (les ordinaux finis) et l'étend à tous les ordinaux.
Soit {\displaystyle \varphi } une « propriété ». Si, pour tout ordinal α, on a l'implication {\displaystyle (\forall \beta <\alpha ,\varphi (\beta ))\Longrightarrow \varphi (\alpha )} alors {\displaystyle \varphi } est vérifiée par tous les ordinaux. Dans le cas contraire, il suffirait de considérer le plus petit ordinal ne vérifiant pas {\displaystyle \varphi } pour obtenir une contradiction[5].
- Récursion transfinie. De même, ce principe de définition fonde et étend la définition par récurrence d'une suite. L'axiome de remplacement permet de définir une « fonction » {\displaystyle \alpha \mapsto f(\alpha )} sur les ordinaux — ou plus exactement : une (classe) fonctionnelle — par : {\displaystyle f(\alpha )=g(f_{|\alpha })} pour tout ordinal {\displaystyle \alpha }, où {\displaystyle g} est une fonctionnelle donnée (sur les ensembles) et {\displaystyle f_{|\alpha }} désigne le graphe de la restriction de f à α (en particulier, α est la première projection de ce graphe et {\displaystyle f_{|0}=\varnothing }). Un cas simple est celui d'une définition par récursion constituée de trois cas ;
  - Cas de base : {\displaystyle f(0)=X_{0}} où {\displaystyle X_{0}} est un ensemble donné ;
  - Cas successeur : {\displaystyle f(\alpha +1)=h(\alpha ,f(\alpha ))} où h est une fonctionnelle donnée ;
  - Cas limite : si {\displaystyle \lambda } est un ordinal limite, {\displaystyle f(\lambda )=\bigcup _{\alpha <\lambda }f(\alpha )}.

Les deux premiers cas sont les deux usuels de la récurrence sur les entiers, le troisième est nécessaire pour étendre le schéma à tous les ordinaux.

## Opérations arithmétiques sur les ordinaux
Ne doit pas être confondu avec arithmétique cardinale.
On peut étendre les trois opérations arithmétiques de somme, produit et exponentiation à tous les ordinaux ; dans chaque cas il y a deux manières de définir l'opération.
Méthode intrinsèqueOn utilise les deux opérandes pour construire un ensemble ordonné dont on montre qu'il s'agit d'un bon ordre. Il y a donc un unique ordinal isomorphe à cet ordre, qui est par définition le résultat de l'opération. Cette méthode est plus constructive que la suivante mais moins aisée à utiliser en pratique.
Récurrence transfinieL'opération est définie par récurrence sur l'un des deux opérandes. Les deux premiers cas de la récurrence (cas de base et successeur) sont les mêmes que pour les entiers ce qui montre que l'opération est une extension de sa version arithmétique. Cette méthode permet de facilement démontrer les propriétés élémentaires de l'opération, par exemple l'associativité de la somme et du produit.

### Addition
Pour définir la somme de deux ordinaux α et β, on procède comme suit. En premier lieu on renomme les éléments de β de façon qu'ils soient distincts de ceux de α ; ensuite, les éléments de l'ordinal α dans l'ordre sont écrits à gauche des éléments de β, de sorte qu'on définit un ordre sur α∪β dans lequel tout élément de α est strictement plus petit que tout élément de β. Les ordinaux α et β conservent leur ordre initial.
Plus précisément on considère l'union disjointe {\displaystyle \alpha \sqcup \beta } de α et β, c'est-à-dire l'ensemble {\displaystyle (\{0\}\times \alpha )\cup (\{1\}\times \beta )} que l'on ordonne lexicographiquement : {\displaystyle (i,\gamma )<(j,\gamma ')} si et seulement si {\displaystyle i<j} ou ({\displaystyle i=j} et {\displaystyle \gamma <\gamma '}).
De cette façon, on définit un bon ordre sur {\displaystyle \alpha \sqcup \beta } ; cet ensemble bien ordonné est isomorphe à un unique ordinal que l'on note α + β.
On peut également définir la somme par récurrence transfinie de la façon suivante :
- {\displaystyle \alpha +0=\alpha }
- {\displaystyle \alpha +(\beta +1)=(\alpha +\beta )+1}
- si {\displaystyle \beta } est un ordinal limite, alors {\displaystyle \alpha +\beta =\cup _{\gamma <\beta }(\alpha +\gamma )}, ordinal limite (ou borne supérieure) des {\displaystyle \alpha +\gamma } pour {\displaystyle \gamma <\beta }.

On vérifie facilement (par induction transfinie) que les deux définitions coïncident.
Donnons quelques exemples.
Si α et β sont des ordinaux finis, c'est-à-dire des entiers naturels, alors leur somme au sens ordinal est égale à leur somme au sens arithmétique.
ω est le premier ordinal infini, correspondant à l'ensemble des entiers naturels. Essayons de visualiser ω + ω. Deux copies de ω sont placées l'une à la suite de l'autre. Si nous notons {0<1<2<...} la première copie et {0'<1'<2', …} la deuxième copie, alors ω + ω ressemble à ceci :
0 < 1 < 2 < 3 < ... < 0' < 1' < 2' < ...
Cet ordinal est différent de ω car dans ω, 0 est le seul élément à ne pas avoir de prédécesseur direct, alors que dans ω + ω, 0 et 0' n'ont pas de prédécesseurs directs.
Considérons maintenant 3 + ω et ω + 3.
0 < 1 < 2 < 0' < 1' < 2' < ...
0 < 1 < 2 < ... < 0' < 1' < 2'
Après renommage, le premier est comparable à ω lui-même, mais pas le deuxième. On a donc 3 + ω = ω mais ω < ω + 3. On peut voir également, en utilisant la définition formelle, que ω + 3 est le successeur de ω + 2 alors que 3 + ω est un ordinal limite, à savoir l'ordinal limite réunion de 3 + 0, 3 + 1, 3 + 2, … qui n'est autre que ω lui-même.
Ainsi, l'addition n'est pas commutative, par contre, on peut montrer qu'elle est associative.
On peut également montrer que :
{\displaystyle \alpha <\beta \Longrightarrow \alpha +\gamma \leq \beta +\gamma \quad {\text{et}}\quad \gamma +\alpha <\gamma +\beta }.
A fortiori, il y a une simplification à gauche :
{\displaystyle \gamma +\alpha =\gamma +\beta \Longrightarrow \alpha =\beta }.
À droite, on n'a rien de tel, puisque 3 + ω = 0 + ω.
On a
{\displaystyle \alpha \leq \beta \Leftrightarrow \exists \gamma \;(\beta =\alpha +\gamma )}.
La solution {\displaystyle \gamma } (unique par simplification à gauche) est parfois notée –α + β. C'est l'ordinal isomorphe à l'ensemble bien ordonné β\α.

### Multiplication
Pour multiplier deux ordinaux α et β, on écrit dans l'ordre les éléments de β, et l'on remplace chacun d'eux par différentes copies de la liste ordonnée des éléments de α.
Plus précisément on considère le produit cartésien α×β que l'on ordonne lexicographiquement par la droite : {\displaystyle (\gamma _{1},\gamma _{2})<(\gamma '_{1},\gamma '_{2})} ssi {\displaystyle \gamma _{2}<\gamma '_{2}} ou {\displaystyle \gamma _{2}=\gamma '_{2}} et {\displaystyle \gamma _{1}<\gamma '_{1}}.
On obtient un ensemble bien ordonné qui est isomorphe à un unique ordinal, noté αβ.
On peut également définir le produit par récurrence transfinie :
- {\displaystyle \alpha 0=0}
- {\displaystyle \alpha (\beta +1)=\alpha \beta +\alpha }
- si {\displaystyle \beta } est un ordinal limite, {\displaystyle \alpha \beta =\cup _{\gamma <\beta }(\alpha \gamma )}, ordinal limite (ou borne supérieure) des {\displaystyle \alpha \gamma } pour {\displaystyle \gamma <\beta }.

Comme pour la somme, on montre facilement par induction transfinie que les deux définitions coïncident. Lorsqu'on les applique à des ordinaux finis on retrouve le produit usuel des entiers naturels.
Voici ω2 :
00 < 10 < 20 < 30 < ... < 01 < 11 < 21 < 31 < ...
et l'on voit que ω2 = ω + ω.
Par contre, 2ω ressemble à ceci :
00 < 10 < 01 < 11 < 02 < 12 < 03 < 13 < ...
de sorte que 2ω = ω. La multiplication des ordinaux n'est donc pas commutative. Par contre, on peut montrer qu'elle est associative.
Les principales autres propriétés du produit sont :
- {\displaystyle \alpha 1=1\alpha =\alpha } ;
- {\displaystyle \alpha \beta =0\Leftrightarrow (\alpha =0} ou {\displaystyle \beta =0)} ;
- {\displaystyle \alpha (\beta +\gamma )=\alpha \beta +\alpha \gamma } (distributivité à gauche).
  - a fortiori, {\displaystyle (\alpha <\beta } et {\displaystyle \gamma >0)\Rightarrow \gamma \alpha <\gamma \beta } ;
    - en particulier, {\displaystyle (\gamma \alpha =\gamma \beta } et {\displaystyle \gamma >0)\Rightarrow \alpha =\beta } (simplification à gauche)
mais on n'a pas les analogues à droite. Par exemple, on a vu que 2ω = 1ω ;
- soit α un ordinal et β > 0, il existe un unique couple (γ, δ) tel que δ < β et α = βγ + δ (division à droite analogue à la division euclidienne sur les entiers).

### Exponentiation
Pour un exposant fini, on peut se ramener au produit. Par exemple, ω2 = ωω. Mais on peut visualiser cet ordinal comme l'ensemble des couples d'entiers, ordonné selon l'ordre lexicographique suivant, où l'ordre sur les entiers de droite a plus de poids que l'ordre sur les entiers de gauche :
(0,0) < (1,0) < (2,0) < (3,0) < ... < (0,1) < (1,1) < (2,1) < (3,1) < ... < (0,2) < (1,2) < (2,2) < ...
et de même, pour un n fini, ωn peut-être vu comme l'ensemble des n-uplets d'entiers.
Si on tente d'étendre ce procédé à ωω, on obtient :
(0,0,0,...) < (1,0,0,0,...) < (2,0,0,0,...) < ... <
(0,1,0,0,0,...) < (1,1,0,0,0,...) < (2,1,0,0,0,...) < ... <
(0,2,0,0,0,...) < (1,2,0,0,0,...) < (2,2,0,0,0,...)
< ... <
(0,0,1,0,0,0,...) < (1,0,1,0,0,0,...) < (2,0,1,0,0,0,...)
< ...
Chaque élément du tableau est une suite infinie d'entiers, mais si l'on prend des suites quelconques, l'ordre ainsi défini n'est pas un bon ordre. Par exemple, cette suite infinie est strictement décroissante :
(1,1,1,...) > (0,1,1,1,...) > (0,0,1,1,1,...) > ...
Pour obtenir un bon ordre, on se limite aux suites d'entiers n'ayant qu'un nombre fini d'éléments non nuls : étant donnés deux ordinaux α et β, on considère l'ensemble α(β) des fonctions de β dans α dont le support est fini (le support de {\displaystyle f:\beta \rightarrow \alpha } est l'ensemble des {\displaystyle \gamma \in \beta } tels que {\displaystyle f(\gamma )\neq 0}). Soient f et g deux telles fonctions. On pose f < g s'il existe {\displaystyle \gamma _{0}\in \beta } tel que
{\displaystyle f(\gamma _{0})<g(\gamma _{0})\quad {\text{ et }}\quad \forall \gamma >\gamma _{0},\;f(\gamma )=g(\gamma )}.
On vérifie que α(β) est alors bien ordonné, donc isomorphe à un unique ordinal noté αβ. Dans le cas où β est fini, on voit immédiatement que α(β) = αα…α (produit de β termes). Dans le cas où α = ω, l'ordre que l'on a construit sur ω(β) est connu sous le nom d'ordre multiensemble.
Comme pour la somme et le produit, on peut également définir αβ par récurrence transfinie de la façon suivante :
- {\displaystyle \alpha ^{0}=1}
- {\displaystyle \alpha ^{\beta +1}=\alpha ^{\beta }\alpha }
- si {\displaystyle \beta } est un ordinal limite alors {\displaystyle \alpha ^{\beta }=\cup _{\gamma <\beta }(\alpha ^{\gamma })}.

Voici quelques propriétés de l'exponentiation :
- {\displaystyle \alpha ^{\beta }=0\Leftrightarrow (\alpha =0\land \beta >0)} ;
- {\displaystyle \alpha ^{\beta }=1\Leftrightarrow (\alpha =1\lor \beta =0)} ;
- {\displaystyle \alpha ^{\beta }\alpha ^{\delta }=\alpha ^{\beta +\delta }} ;
  - a fortiori, {\displaystyle (\beta <\gamma \land \alpha >1)\Rightarrow \alpha ^{\beta }<\alpha ^{\gamma }} ;
    - en particulier, {\displaystyle (\alpha ^{\beta }=\alpha ^{\gamma }\land \alpha >1)\Rightarrow \beta =\gamma }
mais on n'a pas d'analogues par rapport à l'autre argument. Par exemple, {\displaystyle 2^{\omega }=\omega =(2.2)^{\omega }\neq 2^{\omega }2^{\omega }} ;
- {\displaystyle \alpha \leq \beta \Rightarrow \alpha ^{\gamma }\leq \beta ^{\gamma }} ;
- {\displaystyle (\alpha ^{\beta })^{\gamma }=\alpha ^{\beta \gamma }} ;
- si β > 0 et α > 1, alors il existe un unique ordinal {\displaystyle \delta } tel que {\displaystyle \alpha ^{\delta }\leq \beta <\alpha ^{\delta +1}}.

Remarque : on prendra garde que l'exponentiation des ordinaux n'a que peu de rapport avec l'exponentiation des cardinaux. Par exemple, {\displaystyle 2^{\omega }=\omega } est un ordinal dénombrable, alors que, dans les cardinaux, {\displaystyle 2^{\aleph _{0}}} désigne le cardinal de {\displaystyle {\mathcal {P}}(\aleph _{0})}, ensemble des parties de {\displaystyle \aleph _{0}}, et a la puissance du continu. L'ambiguïté est levée si on convient d'utiliser les lettres grecques en calcul ordinal et la lettre {\displaystyle \aleph } pour les cardinaux.
La suite des ordinaux transfinis commence comme suit :
{\displaystyle \omega <\omega +1<\omega +2<\dots <\omega +\omega =\omega 2<\dots <\omega 3<\dots <\omega \omega =\omega ^{2}<\dots <\omega ^{\omega }<\dots <\omega ^{\omega ^{\omega }}<\dots }
Il existe des nombres ordinaux transfinis qui ne peuvent pas être obtenus en effectuant un nombre fini d'opérations arithmétiques n'utilisant que les nombres ordinaux finis et {\displaystyle \omega }. Le plus petit d'entre eux est appelé ε₀ et vaut {\displaystyle \omega ^{\omega ^{\omega ^{\cdots }}}}. C'est le plus petit ordinal solution de l'équation {\displaystyle x=\omega ^{x}}. On peut ensuite définir ε₀ε₀, ε₀ε₀ε₀, etc. jusqu'à ε1, deuxième solution de x = ωx.
On peut de même définir ε2, ε3, … , εω, … , εε₀…
Tous ces ordinaux, construits en utilisant les opérations successeur et limite d'ordinaux déjà construits, sont dénombrables. On désigne par Ω, ou ω1, le premier ordinal non dénombrable. Il contient tous les ordinaux dénombrables. Toute suite définie dans Ω admet un majorant dans Ω, la réunion de ses éléments (qui est un ordinal dénombrable).

### Forme normale de Cantor
On peut généraliser aux ordinaux la notation en base dix usuelle des entiers naturels. En prenant comme base un ordinal λ ≥ 2, tout ordinal α ≥ 1 s'écrit de façon unique
{\displaystyle \alpha =\lambda ^{\beta _{1}}\delta _{1}+\lambda ^{\beta _{2}}\delta _{2}+\cdots +\lambda ^{\beta _{k}}\delta _{k}}
avec k un entier naturel, β1 > ... > βk et pour i ≤ k, 0 < δi < λ.
Mais cette écriture en base λ n'est utile que pour les ordinaux α strictement inférieurs à la limite de λ, λλ, λ(λλ), ... En effet la limite μ de cette suite vérifie μ = λμ, qui est sa forme normale de Cantor en base λ, laquelle forme est sans intérêt. En base 10, on ne peut donc atteindre que les ordinaux finis, c'est-à-dire les entiers naturels.
En base ω, on pose ε0 le plus petit ordinal tel que {\displaystyle \omega ^{\varepsilon _{0}}=\varepsilon _{0}} (la limite des puissances de ω). En mettant également les βi sous forme normale, un ordinal α < ε0 s'écrit en base ω par exemple
{\displaystyle \alpha =\omega ^{\omega ^{\omega 6+42}\cdot 1729+\omega ^{9}+88}+\omega ^{\omega ^{\omega }}+65537}
Les opérations sur les ordinaux sont simples sous forme normale :
- l'addition ωβc + ωβ'c'=
  - ωβ'c' si β<β'
  - est déjà sous forme normale si β>β'
  - ωβ(c+c') si β=β'
- la multiplication reste ωβc.ωβ'c = ωβ+β'c.

On notera une variante de cette forme normale qui écrit :
{\displaystyle \alpha =\omega ^{\beta _{1}}+\omega ^{\beta _{2}}+\cdots +\omega ^{\beta _{k}}}
en forçant {\displaystyle c_{1},c_{2},\ldots ,c_{k}=1} avec cette fois-ci des répétitions possibles :
{\displaystyle \beta _{1}\geq \beta _{2}\geq \ldots \geq \beta _{k}}.

## Utilisation des ordinaux
En dehors d'utilisations spécifiques à la théorie des ensembles, les ordinaux se rencontrent dans les domaines suivants :

### En arithmétique
Le théorème de Goodstein est un théorème d'arithmétique dont la démonstration repose sur la théorie des ordinaux. Ce théorème pose la question de savoir si une certaine suite à valeurs entières finit par prendre la valeur 0. On associe à cette suite d'entiers une suite d'ordinaux strictement décroissante. Compte tenu du bon ordre des ordinaux, une telle suite est effectivement finie. La suite possède une définition relativement simple, pourtant on peut démontrer que le théorème de Goodstein n'est pas démontrable en utilisant uniquement les propriétés de l'arithmétique usuelle et donc que l'utilisation des ordinaux infinis permet de démontrer des résultats arithmétiques indécidables dans l'arithmétique.

### En analyse
Les ordinaux ont été définis par Cantor à la suite de ses études sur la convergence des séries trigonométriques. Si une telle série {\displaystyle \sum a_{n}\cos(nx)+b_{n}\sin(nx)} est nulle sur {\displaystyle \mathbb {R} }, alors tous les coefficients an et bn sont nuls. Cantor va chercher à affaiblir les hypothèses en réduisant le domaine sur lequel la série s'annule. Il montre que le résultat reste vrai si la série est nulle sauf en un nombre fini de points. Puis il introduit la notion suivante. Si P est une partie d'un segment [a, b], il définit l'ensemble dérivé de P, noté P1, comme l'ensemble des points d'accumulation de P ou, de manière équivalente, comme l'ensemble P duquel ont été retirés tous les points isolés. Pour tout entier n, il définit Pn+1 comme étant le dérivé de l'ensemble Pn. Il montre que, si la série trigonométrique est nulle sur [0, 2π] en dehors d'un ensemble P pour lequel l'un des Pn est vide, alors les coefficients sont nuls.
Cherchant à prolonger ce résultat si les Pn sont tous non vides, il définit alors {\displaystyle P^{\omega }=\cap _{n\in \mathbb {N} }P^{n}}, puis Pω+1 comme étant le dérivé de Pω. D'une manière générale, on définit, pour tout ordinal α, l'ensemble Pα+1 comme étant l'ensemble dérivé de Pα, et si α est un ordinal limite, Pα comme étant {\displaystyle \cap _{\beta <\alpha }P^{\beta }.}
René Baire reprendra cette démarche pour la convergence simple des suites de fonctions continues vers une fonction discontinue. Il définit une partie réductible P comme une partie pour laquelle il existe un ordinal α tel que Pα soit vide. Baire montre ensuite que si f est une fonction telle que l'ensemble des points où elle est discontinue est un ensemble réductible, alors f est limite simple d'une suite de fonctions continues.
Dans le cas contraire, la suite des Pα se stabilise avant l'ensemble PΩ, où Ω désigne, à nouveau, le premier ordinal non dénombrable. On montre que PΩ est un ensemble parfait.

### En topologie
Soit α un ordinal. Notons [0, α] l'ensemble des ordinaux inférieurs ou égaux à α. Cet ensemble peut être muni d'une structure topologique : la topologie de l'ordre, dont une prébase d'ouverts est constituée des parties {x | x > β} et {x | x < β} pour tout ordinal β inférieur ou égal à α. Ces topologies sont sources de nombreux exemples et contre-exemples.
Ainsi, si l'on prend α = ω, alors [0, ω[ est l'ensemble ℕ muni de sa topologie discrète usuelle. Son compactifié d'Alexandrov est [0, ω].
Si l'on prend α = ω1, le premier ordinal non dénombrable (noté ci-dessus Ω), alors aucune suite strictement inférieure à ω1 ne peut converger vers ω1, bien que ω1 appartienne à l'adhérence de [0, ω1[. En particulier, ω1 n'admet pas de base dénombrable de voisinages et c'est le seul point de [0, ω1] qui soit dans ce cas.
Dans tout espace [0, α], les points de la forme β + 1 sont isolés. L'espace [0, α] est compact. Les espaces [0, α] et [0, α[ sont normaux. La planche de Tychonoff [0, ω1]×[0, ω] est normale mais pas complètement normale. La planche de Tychonoff épointée, [0, ω1]×[0, ω] \ {(ω1, ω)}, est complètement régulière mais n'est pas normale. L'espace [0, ω1] est complètement normal, mais pas parfaitement normal. L'espace [0, ω1]×[0, ω1] \ {(ω1, ω1)} est faiblement normal mais pas normal.
Une construction similaire donne naissance à la longue droite, un espace topologique analogue à la droite réelle, mais « beaucoup plus long ».